# Euro International Films
La Euro International Films è stata una casa di produzione cinematografica e una casa di distribuzione cinematografica italiana con sede a Roma che è stata attiva dal 1957 al 1995.
Negli anni sessanta è stata guidata dai fratelli produttori Bino e Marina Cicogna e successivamente negli anni settanta da Gianni Minervini e Antonio Avati.
Talvolta è indicata con l'acronimo EIA, oppure con i seguenti nomi: Euro inTernaTional, Euro International Film o Euro-International Films.

## Storia
EIA era il nome della casa di produzione fondata nel 1936 da Francesco Penotti, Francesco Scherma e Giuseppe Amato. Cessò l'attività nel 1943. Nel dopoguerra dalle ceneri della EIA nacque la Euro International Films S.p.A. fondata nel 1957 da Giuseppe Valenzano e Giulio Sbarigia.
Nel 1967 il pacchetto di maggioranza della società passò alla famiglia Cicogna che ne affidò la direzione a Giuseppe Lanza. Il capitale sociale iniziale era di 50.000.000 poi portati a 400.000.000. La Euro International Films si specializza soprattutto nell'importazione di film esteri.

## Produzioni e distribuzioni
Fra i principali film prodotti e/o distribuiti dalla Euro International Film figurano:
- Ciao, ciao bambina! (Piove) (1959)
- La notte brava (1959)
- Il vendicatore (1959)
- Costa Azzurra (1959)
- Il carro armato dell'8 settembre (1960)
- La lunga notte del '43 (1960)
- Leoni al sole (1961)
- Le magnifiche 7 (1961)
- La tigre dei sette mari (1962)
- L'affondamento della Valiant (1962)
- Totò e Cleopatra (1963)
- Il colosso di Roma (1964)
- I due gladiatori (1964)
- I pirati della Malesia (1964)
- Gli amanti latini (1965)
- Django (1966)
- Maigret a Pigalle (1967)
- Marinai in coperta (1967)
- Wanted (1967)
- Io non protesto, io amo (1967)
- Un italiano in America (1967)
- Capriccio all'italiana (1968)
- Sissignore (1968)
- I giovani tigri (1968)
- C'era una volta il West (1968)
- La matriarca (1968)
- Il medico della mutua (1968)
- Metti, una sera a cena (1969)
- Nell'anno del Signore (1969)
- Pensiero d'amore (1969)
- Il prof. dott. Guido Tersilli primario della clinica Villa Celeste convenzionata con le mutue (1969)
- Le sorelle (1969)
- Amore Formula 2 (1970)
- Lady Barbara (1970)
- I girasoli (1970)
- Terzo canale - Avventura a Montecarlo (1970)
- Indagine su un cittadino al di sopra di ogni sospetto (1970)
- Con quale amore, con quanto amore (1970)
- I cannibali (1970)
- Waterloo (1970)
- Cose di Cosa Nostra (1971)
- Addio zio Tom (1971)
- Confessione di un commissario di polizia al procuratore della repubblica (1971)
- La classe operaia va in paradiso (1971)
- Giù la testa (1971)
- Un mondo maledetto fatto di bambole (1972)
- Il generale dorme in piedi (1972)
- Il maestro e Margherita (1972)
- La cosa buffa (1972)
- Fratello sole, sorella luna (1972)
- Teresa la ladra (1973)
- Le cinque giornate (1973)
- Film d'amore e d'anarchia - Ovvero "Stamattina alle 10 in via dei Fiori nella nota casa di tolleranza..." (1973)
- Storia de fratelli e de cortelli (1973)
- Tutto a posto e niente in ordine (1974)
- Il sorriso del grande tentatore (1974)
- Il profumo della signora in nero (1974)
- I santissimi(1974)
- La mazurka del barone, della santa e del fico fiorone (1975)
- Vergine, e di nome Maria (1975)
- Frankenstein all'italiana (1975)
- Bordella (1976)
- La casa dalle finestre che ridono (1976)
- Giovannino (1976)
- Febbre da cavallo (1976)
- Dimmi che fai tutto per me (1976)
- Laure (1976)
- Tutti defunti... tranne i morti (1977)